# Schiguli Dairabajew

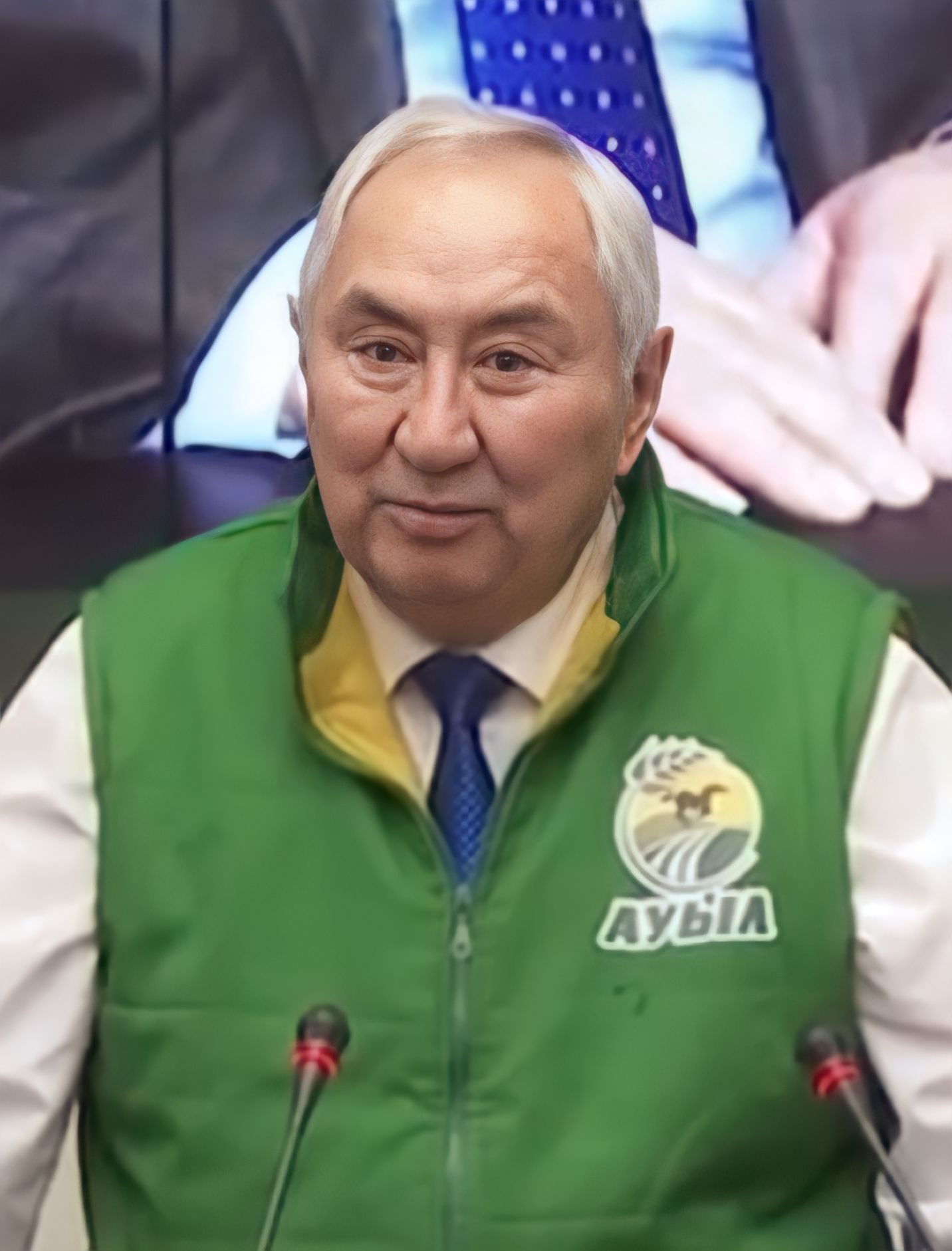
Schiguli Dairabajew, 2022

Schiguli Moldaqalyquly Dairabajew (kasachisch Жигули Молдақалықұлы Дайрабаев; russisch Жигули Молдакалыкович Дайрабаев Schiguli Moldakalykowitsch Dairabajew; * 29. Oktober 1954 im Rajon Lugowoi, Schambyl, Kasachische Sozialistische Sowjetrepublik, Sowjetunion) ist ein kasachischer Politiker, der von 1990 bis 1995 als Mitglied des Obersten Rates von Kasachstan tätig war. Er ist derzeit Vorsitzender des Verbandes der Bauern Kasachstans und war Kandidat der Demokratisch Patriotischen Volkspartei Auyl für die Präsidentschaftswahl 2022.

## Leben
Von 1974 bis 1977 war Dairabajew bei dem Komsomol in Turar Rysqulow aktiv. Ab 1977 war er Vorsitzender des Gewerkschaftsausschusses von Turar Rysqulow. Als er 1980 zurückgetreten war, wurde Dairabajew zum Vorsitzenden des ländlichen Exekutivausschusses von Kamensk ernannt.
1990 wurde Dairabajew zum Mitglied der 12. Einberufung des Obersten Rates von Kasachstan gewählt. Dairabajew von 1997 bis 2001 Leiter der Abteilung für Statistik des von Turar Rysqulow.
Dairabajew ist seit dem Juni 2022 Mitglied der Nationalen Verfassunggebenden Versammlung und Vorstandsvorsitzender des Kasachischen Bauernverbandes.
Dairabajew ist verheiratet, hat zwei Söhne und sieben Enkelkinder.